# Twilight Outfocus
Twilight Outfocus (jap. 黄昏アウトフォーカス Tasogare Out Focus) ist eine Manga-Serie von Jyanome, die 2018 in Japan erstmals erschien. Mit ihren Fortsetzungen und Ablegern, die auf Deutsch als Twilight Outfocus Long Take, Afterimage Slow Motion und Midnight Monologue erschienen, erzählt sie von Romanzen zwischen den Schülern im Filmklub einer Jungenoberschule. 2024 erhielt der Manga eine Adaption als Anime-Fernsehserie, die wie der Manga international auch als Twilight Out of Focus bekannt wurde.

## Inhalt
Als sie im Internat ihrer Jungen-Oberschule gemeinsam ein Zimmer beziehen, geben sich Hisashi Otomo und Mao Tsuchiya drei Versprechen: Mao verrät niemandem, dass Hisashi schwul ist. Hisashi soll seinen Mitbewohner nicht als möglichen Liebhaber ansehen. Und beide wollen sich gegenseitig nicht bei der Selbstbefriedigung stören. Doch für Maos Filmklub soll er Hisashi fragen, ob er die Hauptrolle in ihrem neuen Film spielen soll – ausgerechnet eine Boys-Love-Geschichte, in der sein Mitbewohner also einen schwulen Liebhaber spielen soll. Mao traut sich nicht, ihn zu fragen, weil er Angst hat, damit sein Versprechen zu brechen. Als andere aus dem Klub auf Hisashi zukommen, hat der aber kein Problem damit. So sehen sich die beiden noch häufiger, Mao ist der Kameramann des Klubs, und bald merken beide, dass sie entgegen ihrer Versprechen doch mehr für einander empfinden. Dann wird Hisashi von seinem bisherigen Geliebten verlassen, der ihn zuvor geschlagen hat. Nach Zweifeln lassen die beiden ihre Versprechen hinter sich und werden ein Paar. Der im Klub gedrehte Film gewinnt zwar nicht gegen den der Zwölftklässler, wird aber in Sozialen Medien ein Erfolg. Hisashi überlegt, ernsthaft mit der Schauspielerei anzufangen, und Mao will sein Leben als Kameramann seinem Geliebten widmen und ihn immer bestmöglich ablichten.

## Veröffentlichung
Der Manga startete im Juni 2018 im Magazin Honey Milk beim Verlag Kodansha. Die erste Geschichte wurde nach einem Jahr abgeschlossen und erschien in einem Sammelband. Es folgten Fortsetzungen sowohl mit den Protagonisten der ersten Geschichte als auch solche, die Nebencharaktere daraus in den Fokus nahmen, unter wechselnden Titeln. Bis Mai 2024 wurden insgesamt sechs Sammelbände herausgegeben. In Japan erschien zum Manga ein Hörspiel, dessen Sprecher später auch die Rollen im Anime übernahmen.
Auf Deutsch erscheint die Serie bei Manga Cult in einer Übersetzung von Martin Gericke. Der erste Band wurde im Juni 2021 herausgegeben. Die Ausgaben hatten wechselnde Titel: 
- Twilight Outfocus, 2 Bände im Juni und August 2021
- Afterimage Slow Motion, 1 Band im Januar 2022
- Midnight Monologue, 1 Band im Juni 2023
- Twilight Outfocus Long Take, 2 Bände im Juli 2024 und Juli 2025

Auf Englisch erscheint der Manga beim amerikanischen Ableger Kodansha Comics, auf Italienisch bei J-Pop und auf Spanisch bei Editorial Ivréa in Argentinien und bei Milky Way Ediciones in Spanien.

## Animeserie
Die Umsetzung als Anime entstand bei Studio Deen unter der Regie von Toshinori Watanabe und nach einem Drehbuch von Yoshimi Narita. Das Charakterdesign entwarf Yōko Kikuchi und die künstlerische Leitung lag bei Eri Yamanashi, während für die Kameraführung Asahiko Koshiyama verantwortlich war. Die Tonarbeiten leitete Satoshi Yano.
Die Serie wurde erstmals im Juli 2023 angekündigt und wurde ab dem 7. Juli 2024 von Tokyo MX, BS Fuji, HTB und AT-X in Japan gezeigt. Die letzte Folge wurde am 19. September 2024 gezeigt. Parallel dazu fand die internationale Veröffentlichung über die Plattform Crunchyroll per Streaming statt. Dabei erhielt der Anime eine englische Synchronfassung sowie Untertitel unter anderem auf Deutsch, Englisch, Spanisch und Französisch.

### Synchronisation
| Rolle           | japanischer Stimme (Seiyū) |
| --------------- | -------------------------- |
| Mao Tsuchiya    | Yoshitsugu Matsuoka        |
| Hisashi Ōtomo   | Yūma Uchida                |
| Jin Kikuchihara | Makoto Furukawa            |
| Giichi Ichikawa | Masatomo Nakazawa          |

### Musik
Die Musik der Serie komponierten Kaori Nakano und Satoshi Hōno. Das Vorspannlied ist Crank Up von Ikusaburo Yamazaki und für den Abspann verwendete man das Lied Unchain×Unchain von Amber’s.